# Tadáskía
Tadáskía (Rio de Janeiro, 1993) é uma educadora, escritora e artista plástica trans brasileira. Em 2024, sua obra ave preta mística mystical black bird (2022), passou a fazer parte do acervo do Museum of Modern Art (MoMA) em Nova Iorque, juntamente com obras de artistas consagrados como Lygia Clark, Roberto Burle Marx e Tarsila do Amaral. Além disso, o MoMA organizou uma exposição individual da artista, Projects: Tadáskía, entre 24 de maio e 14 de outubro de 2024.

## Biografia
Nascida no subúrbio carioca de Santíssimo, a artista declara que seu interesse pela arte foi despertado na escola pública e ao frequentar uma igreja evangélica pentecostal, e que aos 18 anos teria se identificado como artista.
Conta que, aos 11 anos de idade, contraiu uma infecção bacteriana que paralisou parte do seu rosto, e a levou a ser hospitalizada; no hospital, uma enfermeira lhe deu um exemplar de fábulas, o que teria despertado seu interesse pela leitura. Todavia, ela ressalta que, diferentemente das fábulas que sempre concluíam com um pensamento moral edificante, o trabalho dela não é sobre "certo e errado".
Chegou a concluir um curso de eletrotécnica na Fundação de Apoio à Escola Técnica (Faetec), mas ao procurar um estágio, sua pessoalidade era fator de eliminação:
| “ | Eu passava nas provas, mas as pessoas perguntavam: você vai aguentar ser zoada? Eu era uma figura muito diferente daqueles homenzões. | ” |

Ao prestar vestibular, ela decidiu ser pragmática e escolheu Artes visuais na Universidade Estadual do Rio de Janeiro, "porque a nota de corte era a mais baixa". Ela foi aprovada pela política de cotas da instituição.
Nos EUA pela primeira vez, diz que desde os 17 anos tentava se comunicar em inglês, e que agora, por força da dinâmica do seu trabalho e apesar da timidez, não tem mais como deixar de usar o idioma. A entrevista concedida ao The New York Times, foi realizada parte em inglês e parte em português, com a ajuda de um membro do MoMA.
Entre suas inspirações e referências, ela cita a escritora Audre Lorde.
Tadáskía mantém uma atitude positiva em relação à produção artística e cultural:
| “ | Preciso acreditar que existe uma mudança acontecendo às margens da calamidade conhecida. Tenho acreditado na múltipla movimentação negra, trans, indígena, de mulheres, pessoas e entidades que se reúnem para transformar este mundo humano, apesar deste mundo. | ” |

## Formação acadêmica
É licenciada em artes visuais pela UERJ (2016) e mestra em Educação pela UFRJ (2021).

## Exposições individuais (anos 2020)
- Projects: Tadáskía (MoMA, Nova Iorque) - 2024[9]
- As parecidas (Madragoa, Lisboa) - 2023
- Rara ocellet (Joan Prats, Barcelona) - 2023
- noite dia (Sé, São Paulo) - 2022

## Exposições coletivas (anos 2020)
- 35ª Bienal de São Paulo (Pavilhão da Bienal, São Paulo) - 2023[10]
- 37º Panorama da Arte Brasileira: "Sob as cinzas, brasa" (MAM, São Paulo) - 2022
- Eros Rising: Visions of the Erotic in Latin American Art (ISLAA, Nova Iorque) - 2022
- JAIMES (Triangle Asterídes, Marselha) - 2022
- The Silence of Tired Tongues (Framer Framed, Amsterdã) - 2022
- Uma história natural das ruínas (Pivô, São Paulo) - 2021
- Hábito/habitante (EAV Parque Lage) - 2021
- Casa Carioca (Museu de Arte do Rio de Janeiro) - 2020-21
- Esqueleto (Paço Imperial, Rio de Janeiro) - 2019-2020
- Estopim e segredo (EAV Parque Lage, Rio de Janeiro) - 2019-2020

## Prêmios
- Prêmio PIPA (2020): indicada
- Prêmio PIPA (2023): indicada